# Churton
Churton – osada i civil parish w Anglii, w Cheshire, w dystrykcie (unitary authority) Cheshire West and Chester. Leży 10,1 km od miasta Chester i 259,3 km od Londynu. W 2001 roku civil parish liczyła 289 mieszkańców.